# Óscar Linton
Óscar Linton (Ciudad de Panamá, Panamá. Nació el 29 de junio de 1993) es un futbolista panameño. Juega en la posición de defensa. Actualmente milita en el Club Deportivo Marquense de la  Liga Nacional de Guatemala.

## Selección nacional

### Categorías inferiores
Ha sido convocado por selección Sub-20 de Panamá para disputar el Campeonato Sub-20 de la Concacaf de 2011 y Campeonato Sub-20 de la Concacaf de 2013.

### Participaciones en selección nacional
| Copa                   | Categoría | Sede      | Resultado        | Partidos | Goles |
| ---------------------- | --------- | --------- | ---------------- | -------- | ----- |
| Campeonato Sub-20 2011 | Sub-20    | Guatemala | Cuarto lugar     | 5        | 0     |
| Campeonato Sub-20 2013 | Sub-20    | México    | Cuartos de final | 1        | 0     |

### Selección absoluta
Debutó con la selección absoluta en el empate con  Nicaragua en un partido amistoso.

## Clubes
| Club                 | País       | Año             |
| -------------------- | ---------- | --------------- |
| Chepo FC             | Panamá     | 2010 - 2016     |
| SD Atlético Nacional | Panamá     | 2016 - 2017     |
| Costa del Este FC    | Panamá     | 2017 - 2020     |
| Sliema Wanderers FC  | Malta      | 2020 - 2021     |
| FC Imabari           | Japón      | 2021            |
| Sliema Wanderers FC  | Malta      | 2021 - 2022     |
| Potros del Este      | Panamá     | 2022            |
| CD Plaza Amador      | Panamá     | 2023            |
| Santos de Guápiles   | Costa Rica | 2023 - Presente |

## Palmarés

### Títulos nacionales
| Título         | Club              | País   | Año     |
| -------------- | ----------------- | ------ | ------- |
| Torneo de Copa | Costa del Este FC | Panamá | 2018-19 |

- Datos: Q98245675